# برج الثعبان
برج الثعبان (蛇) هو البرج السادس من دورة الاثني عشر عامًا للحيوانات التي تظهر في الأبراج الصينية المرتبطة بالتقويم الصيني.
وفقًا لإحدى الأساطير، هناك سبب لترتيب الحيوانات في الدورة. فقد أقيم سباق لعبور نهر كبير، وكان ترتيب الحيوانات في الدورة يعتمد على ترتيبها في إنهاء السباق. في هذه القصة، عوّضت الثعبان عن عدم كونها أفضل سبّاحة بالركوب خفية على حافر الحصان. وعندما كان الحصان على وشك عبور خط النهاية، قفز الثعبان، فخاف الحصان، وبالتالي تفوق عليه ليحتل المركز السادس.
تُستخدم نفس الحيوانات الاثني عشر أيضًا لترمز إلى دورة الساعات في اليوم، حيث يرتبط كل منها بفترة زمنية مدتها ساعتان. ساعة الثعبان هي من الساعة 9:00 إلى 11:00 صباحًا، وهو الوقت الذي تسخن فيه الشمس الأرض، ويقال إن الثعابين تنزلق خارج جحورها. شهر الثعبان هو الشهر الرابع في التقويم القمري الصيني، وعادةً ما يقع في شهري مايو ويونيو اعتمادًا على تحويل التقويم الصيني إلى تقويم ميلادي. والسبب في الإشارة إلى علامات الحيوانات على أنها زودياكية هو أن شخصية المرء يُقال إنها تتأثر بعلامات الحيوانات التي تحكم وقت الميلاد، جنبًا إلى جنب مع العناصر لعلامات الحيوانات داخل الدورة الستينية. وبالمثل، يُفترض أن العام الذي يحكمه مقطع حيوان معين يتميز به، مع تأثيرات قوية بشكل خاص للأشخاص الذين ولدوا في أي عام يحكمه نفس علامة الحيوان.
في علم الرمزية الصيني، تعتبر الثعابين ذكية، مع ميل إلى الافتقار إلى التحفظات.

## صفات برج الثعبان
يتميز برج الثعبان بالحكمة والصبر والطيبة والشك والذكاء وعناد سيأته غيور حقود مادي عنيف سريع الغضب اناني احيانا ويتمتع ببرودة الأعصاب كذالك له فنه الخاص فهو فنان يحب عمل اليد والزخرفة.

## الأعوام والعناصر الموافقة للبرج
يقال إن الأشخاص الذين ولدوا ضمن هذه النطاقات التاريخية قد ولدوا في "عام الثعبان"، بينما يحملون أيضًا العلامة العنصرية التالية:
| تاريخ البداية  | تاريخ النهاية  | الفرع السماوي |
| -------------- | -------------- | ------------- |
| 10 فبراير 1929 | 29 يناير 1930  | ثعبان الأرض   |
| 27 يناير 1941  | 14 فبراير 1942 | ثعبان المعدن  |
| 14 فبراير 1953 | 2 فبراير 1954  | ثعبان الماء   |
| 2 فبراير 1965  | 20 يناير 1966  | ثعبان الخشب   |
| 18 فبراير 1977 | 6 فبراير 1978  | ثعبان النار   |
| 6 فبراير 1989  | 26 يناير 1990  | ثعبان الأرض   |
| 24 يناير 2001  | 11 فبراير 2002 | ثعبان المعدن  |
| 10 فبراير 2013 | 30 يناير 2014  | ثعبان الماء   |
| 29 يناير 2025  | 16 فبراير 2026 | ثعبان الخشب   |
| 15 فبراير 2037 | 3 فبراير 2038  | ثعبان النار   |
| 2 فبراير 2049  | 22 يناير 2050  | ثعبان الأرض   |
| 21 يناير 2061  | 8 فبراير 2062  | ثعبان المعدن  |
| 7 فبراير 2073  | 26 يناير 2074  | ثعبان الماء   |
| 26 يناير 2085  | 13 فبراير 2086 | ثعبان الخشب   |
| 12 فبراير 2097 | 31 يناير 2098  | ثعبان النار   |

في اليابان، تبدأ علامة البروج الجديدة في 1 يناير، بينما في الصين تبدأ، وفقًا للتقويم الصيني التقليدي، عند القمر الجديد الذي يقع بين 21 يناير و20 فبراير، بحيث يكون للأشخاص الذين ولدوا في يناير أو فبراير علامتان مختلفتان في البلدين، ولكن الأشخاص الذين ولدوا في أواخر فبراير (أي في 20 فبراير أو بعده) لديهم تلقائيًا علامة واحدة في كلا البلدين.